# Natalie Hinds
Natalie Hinds (7 december 1993) is een Amerikaanse zwemster. Ze vertegenwoordigde haar vaderland op de Olympische Zomerspelen 2020 in Tokio.

## Carrière
Bij haar internationale debuut, tijdens de Olympische Zomerspelen van 2020 in Tokio, veroverde Hinds samen met Erika Brown, Abbey Weitzeil en Simone Manuel de bronzen medaille op de 4×100 meter vrije slag.

## Internationale toernooien
| Jaar | Olympische Spelen | WK langebaan | WK kortebaan   | PanPacs | Pan-Amerikaanse Spelen |
| ---- | ----------------- | ------------ | -------------- | ------- | ---------------------- |
| 2021 | 4×100m vrije slag |              | 13-18 december |         |                        |

## Persoonlijke records
Bijgewerkt tot en met 17 juni 2021
Kortebaan
| Afstand          | Tijd  | Datum            | Plaats    |
| ---------------- | ----- | ---------------- | --------- |
| 50m vrije slag   | 24,71 | 5 november 2020  | Boedapest |
| 100m vrije slag  | 52,01 | 21 december 2019 | Las Vegas |
| 50m vlinderslag  | 25,91 | 21 december 2019 | Las Vegas |
| 100m vlinderslag | 57,01 | 20 december 2019 | Las Vegas |

Langebaan
| Afstand          | Tijd  | Datum           | Plaats     |
| ---------------- | ----- | --------------- | ---------- |
| 50m vrije slag   | 25,02 | 4 augustus 2019 | Stanford   |
| 100m vrije slag  | 53,55 | 17 juni 2021    | Omaha      |
| 50m vlinderslag  | 26,41 | 8 maart 2019    | Des Moines |
| 100m vlinderslag | 58,40 | 13 juni 2021    | Omaha      |